# Gleadovia ruborum
Gleadovia ruborum là loài thực vật có hoa thuộc họ Cỏ chổi. Loài này được Gamble & Prain mô tả khoa học đầu tiên năm 1901.